# Kabir Kabir
Kabir Kabir – wieś w Syrii, w muhafazie Aleppo. W 2004 roku liczyła 1545 mieszkańców.